# 鹿島我
鹿島我（かしま が、1966年 - ）は、日本の放送作家。
大阪府立北野高等学校在学中、当時朝日放送で放送中だった『9年9組つるべ学級』にレギュラー出演。隣の席は久本雅美の妹・久本朋子。関西学院大学社会学部在学中に「9年9組」を構成していた新野新に師事、放送作家となる。
大学卒業後は、バラエティを中心に活動するが『熱闘甲子園』の構成を機に次第にスポーツ、グルメといった得意分野を生かした番組へと方向転換。『虎バン』『ぶったま!』と阪神応援番組を担当。
2006年にはクリエーターズ集団「ヌーベル工房ウェルダン」を設立。活動の幅を広げている。
2010年4月より京都光華女子大学短期大学部ライフデザイン学科准教授として「エンターテイメント論」「漫才のコミュニケーション演習」などの授業を開講している。